# Dei patris inmensa
Dei patris inmensa est une lettre écrite par Innocent IV au grand khan des Mongols.

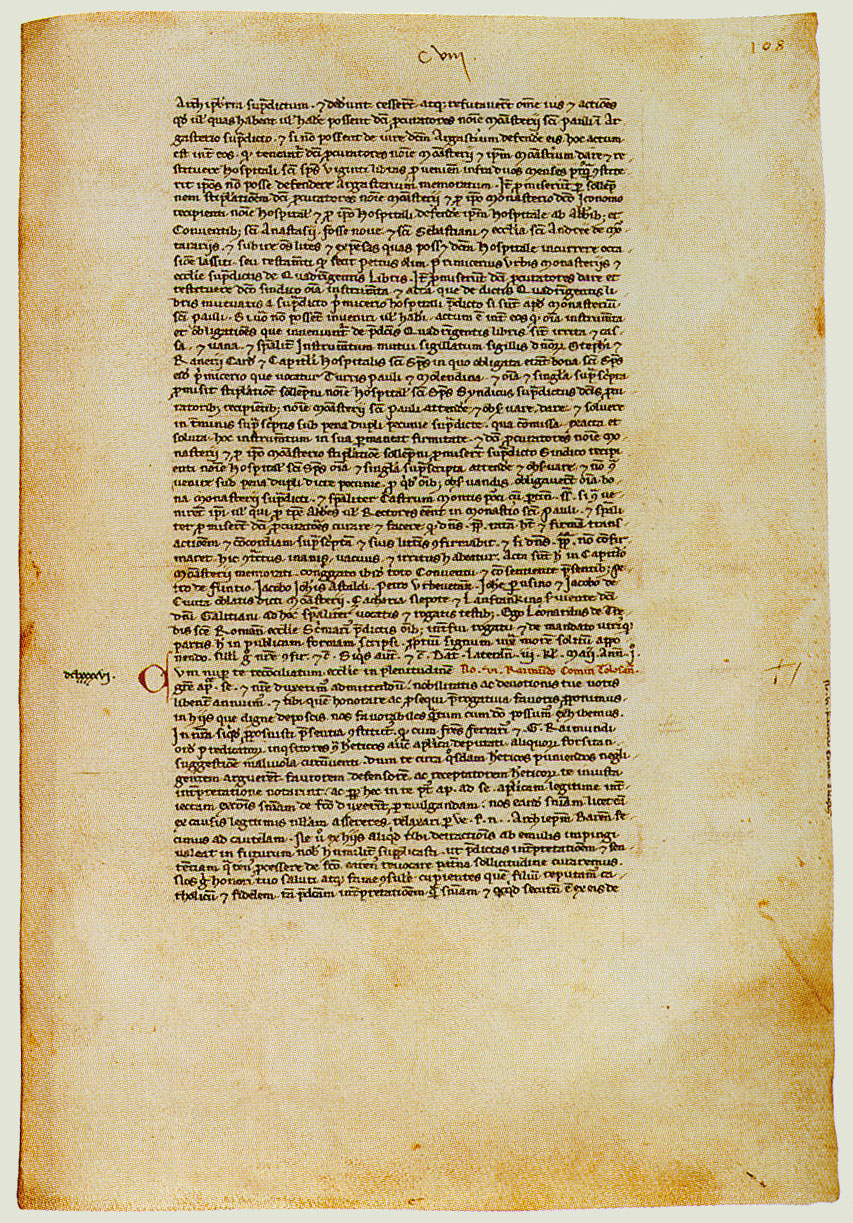
Texte de la lettre du pape Innocent IV « au dirigeant et au peuple des Tartares », apportée au Grand Khan Güyüg par Jean de Plan Carpin.

La lettre, signée du 5 mars 1245, est une exposition de la foi chrétienne. Elle fut confiée à une ambassade conduite par le frère franciscain Laurent du Portugal, légat apostolique en Orient et plus tard évêque de Ceuta.
Nous ne savons rien du déroulement de l’ambassade de Laurent, ni même si elle a effectivement eu lieu.

## Résumé de la lettre
La lettre traite brièvement des origines du christianisme, notamment la croyance au sacrifice de Jésus pour le salut des Hommes, ses souffrances et sa résurrection. Elle parle ensuite du rôle du pape lui-même, vicaire du Christ et possesseur des « clefs du royaume des Cieux » (claves regni celorum), en mesure d’en ouvrir les portes à quiconque se convertirait à la « vraie foi ». Il y est enfin requis protection et assistance pour le bon déroulement du retour de la délégation.

## Contexte
La nécessité de cette bulle est venue de la crainte que les Mongols envahissent à nouveau l’Europe, comme ils l’avaient fait sous le règne d’Ögödei Khan, et particulièrement de voir leur attention se concentrer sur la Pologne et la Hongrie. La lettre suivante du pape aux Mongols est quant à elle un appel direct à la cessation des hostilités contre les chrétiens et à la paix. 
Dei patris inmensa est la première des trois lettres envoyées par Innocent IV aux Mongols. La seconde Cum non solum est datée du 13 mars 1245 puis vient Viam agnoscere veritatis (en)  du 22 novembre 1248.
Les deux premières ont la même adresse : « Regi et populo Tartarorum viam agnoscere veritatis » (« Au roi et au peuple des Tartares, pour reconnaître le chemin de la vérité »).
La troisième est adressée à Baïdju, commandant des armées mongoles en Perse :  « Bayonoy regi illustri, et nobilibus viris universis principibus et baronibus exercitus Tartarorum, viam cognoscere veritatis »